# Boogie Woogie Waltz
Boogie Woogie Waltz ist ein instrumentaler Fusion- bzw. Jazzrock-Titel aus dem Jahr 1973, den Joe Zawinul für seine Band Weather Report verfasste. Der Titel ist das Eröffnungsstück des Albums Sweetnighter, das im selben Jahr Platz 2 der Billboard-Jazz Charts erreichte.

## Besetzung
An der Einspielung des Titels wirkten mit: Joe Zawinul (Keyboards), Wayne Shorter (Saxophon), Miroslav Vitouš (Kontrabass), Dom Um Romão (Percussion), Andrew White (Englischhorn), Herschel Dwellingham (Schlagzeug) und Muruga Booker (Percussion).

## Musik
Nach einem kurzen Schlagzeug- und Percussion-Intro setzt sich der hier entworfene ostinate Grundrhythmus über das ganze Stück hin fort. Im folgenden A-Teil blitzen kurze Keyboard- und Saxophon- und Basssequenzen auf, die – in Variation und Wiederholung – den Titel in der Folge bestimmen. Diese Instrumentalschnipsel prägen den funkigen Gesamtcharakter des Stücks und sorgen für musikalische Überraschungen.

## Hintergrund
Aufgrund des wechselnden Erfolgs der früheren Live-Konzerte und Platten beschloss Joe Zawinul, der in den Jahren 1968–1970 in der Band von  Miles Davis mitgewirkt hatte, der Musik seiner im Jahr 1970 gegründeten Band Weather Report ein kommerzielleres, mehr groove-orientiertes Gepräge zu geben, was ihm mit dem Stück auch gelang.

## Coverversionen
Der Titel Boogie Woogie Waltz wurde von Weather Report bei späteren Konzerten regelmäßig zum Abschluss in einem Medley mit „Badia“ gespielt (etwa auf 8:30, 1979 aufgenommen) ebenso vom Zawinul Syndicate (Vienna Nights).
Weitere Versionen spielten Jukka Linkola, auch mit der Bohuslän Big Band, die Espoo Big Band, Christian McBride (Vertical Vision) und die Nels Cline Singers (Initiate) ein.